# 萊斯理·蘭姆克
萊斯理·蘭姆克（英語：Leslie Lemke；1952年1月31日—），是一位美國盲人自閉症學者，以其在音樂上的表現而聞名。
萊斯理·蘭姆克係於1952年出生於威斯康辛州的密爾瓦基。他是個早產兒，被確診患有青光眼、腦性麻痺及腦損傷。醫生被迫摘除他的眼球。他被親生母親遺棄。在他六個月大時，一位名為梅·蘭姆克的護士與她丈夫收養了他。剛開始他不會吸吮，梅必須將食物餵入他的喉嚨裡。花了一年的時間，萊斯理才能夠自己咀嚼食物。經過七年的全時照顧，萊斯理總算有一些進展。在此期間內，他不會發出聲音、不會行動，也沒有任何情緒。直到12歲，他才學會站立。到了15歲，他才學會走路。
到了他16歲的某一個深夜裡，梅發覺萊斯理竟然會彈奏柴可夫斯基第一號鋼琴協奏曲，而那首曲子只是他不久前在電視節目上聽到而已。萊斯理很快就學會彈奏各種音樂，從散拍到古典音樂。
他的養母激勵他在鋼琴上發展才能。1980年，他開始在威斯康辛州的豐迪拉克舉辦一些音樂會。他也獲邀參加一些電視節目，包括加拿大廣播公司的《Man Alive》、CBS的《晚間新聞》、《60分鐘》、《難以置信》。1983年，美國廣播公司播放了一部紀錄片《促成奇蹟的女人》，講述萊斯理·蘭姆克與他養母的故事。片中由克蘿麗絲·利奇曼飾演梅·蘭姆克。
萊斯理曾遊歷美國、斯堪地那維亞及日本，並在一些場合舉行免費音樂會。當他演奏的時候，他顯得相當活躍。
梅·蘭姆克後來得了阿茲海默症，並於1993年11月6日逝世。